# Kerekharaszt
Kerekharaszt is een plaats (község) en gemeente in het Hongaarse comitaat Heves. Kerekharaszt telt 782 inwoners (2001).